# Valdiviacultuur
De Valdiviacultuur (4400-1450 v.Chr.), in de kustregio van Ecuador (hoofdzakelik de provincie Guayas), is een van de oudste "Formatieve" culturen uit Amerika en kwam waarschijnlijk voort uit de "Archaïsche" Las Vegascultuur.
De Ecuadoraanse archeoloog Emilio Estrada ontdekte in 1956 als eerste de restanten van nederzettingen en aardewerk. De Valdiviacultuur werd vooral bekend door de "Venusfiguurtjes"  van aardewerk, waarvan er talloze zijn gevonden. Waarom ze zijn gemaakt is niet bekend, maar al vergelijkend met andere culturen die soortgelijke beeldjes hebben gemaakt gaat men ervan uit met vruchtbaarheidsriten te maken te hebben.
Het Valdivia-aardewerk is het oudste aardewerk in het westen van Zuid-Amerika. Enkel dat uit het Amazonegebied (Pedra Pintada, Taperinha, ongeveer 8000 jaar oud) is ouder. Bovendien is het een van de eerste Amerikaanse culturen waarbij de landbouw (maïs, maniok, pompoenen, bonen, pepers, katoen, etc) een zeer belangrijke plaats inneemt. Verder leefde men vooral van vis, schelpdieren en joeg/hield men herten.
Rond 2800 voor Christus bereikte men het 20 kilometer uit de kust gelegen La Plata-eiland, hoogstwaarschijnlijk op zoek naar betere plaatsen voor de vangst van Spondylusschelpen. De rode Spondylusschelp speelde een belangrijke rol in het religieuze en later, als valuta, ook in het economische leven van de mensen. Niet enkel in Ecuador maar uiteindelijk in de gehele Andes, Midden-Amerika en Meso-Amerika.